# Kill 'Em All
Kill 'Em All er heavy metal-bandet Metallicas første album udgivet 25. juli 1983 som LP af Megaforce Records. Den første LP-testpres af dette album blev udgivet af Music For Nations 1. juli 1983. Elektra købte senere albumrettighederne og udgav den på CD 15. januar 1988.
Albumcoveret viser en blodig hammer og teksten Kill 'em All nederst og med Metallica's gamle logo øverst. Oprindeligt skulle albummet have heddet Metal Up Yer Ass og coveret skulle have været en arm med en machete, der kom op ad en toiletkumme. Det blev dog ændret da man mente det kunne støde nogen. Pladeselskabet mente at titlen "Metal Up Yer Ass" kunne støde nogen, så Cliff Burton udbrød "Let's just kill 'em all and be done with it!" og derfra kom den albumtitel.

## Numre
1. "Hit The Lights" (J. Hetfield, L. Ulrich) – 4:17
2. "The Four Horsemen" (J. Hetfield, L. Ulrich, D. Mustaine) – 7:13
3. "Motorbreath" (J. Hetfield) – 3:08
4. "Jump in the Fire" (J. Hetfield, L. Ulrich, D. Mustaine) – 4:41
5. "(Anesthesia) Pulling Teeth" (C. Burton) – 4:14
6. "Whiplash" (J. Hetfield, L. Ulrich) – 4:09
7. "Phantom Lord" (J. Hetfield, L. Ulrich, D. Mustaine) – 5:01
8. "No Remorse" (J. Hetfield, L. Ulrich) – 6:26
9. "Seek & Destroy" (J. Hetfield, L. Ulrich) – 6:55
10. "Metal Militia" (J. Hetfield, L. Ulrich, D. Mustaine) – 5:11
11. "Am I Evil" (oprindeligt indspillet af Diamond Head, bonusnummer på 1989 genudgivelsen) – 7:51
12. "Blitzkrieg" (oprindeligt indspillet af Blitzkrieg, bonusnummer på 1989 genudgivelse) – 3:34

## Singler
- "Jump In The Fire"
- "Whiplash"

## Musikere
- James Hetfield – Rytmeguitar, vokal
- Lars Ulrich – Trommer
- Cliff Burton – Bas
- Kirk Hammett – Guitar
- Dave Mustaine – Guitar (Var ikke med på selve indspilningen, men skrev en del af numrene)

## Placering på hitliste

### Album
| År   | Hitliste          | Placering |
| ---- | ----------------- | --------- |
| 1986 | The Billboard 200 | #120      |